# Жоашен Мюра
Жоаше́н Мюра́ (на френски: Joachim Murat), известен и като Йоахи́м Мюра́ (25 март 1767 – 13 октомври 1815) е френски военен деец, маршал на Франция от 1804 г. Женен е за Каролина Бонапарт, сестра на Наполеон I, и участва във всички военни кампании. Проявява се като даровит командир. Крал на Неапол от 1808 до 1815 г.
Разстрелян след падането на Наполеоновата империя.